# Nationalisme finnois

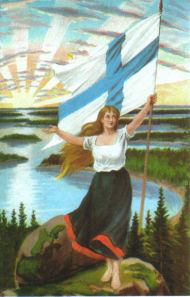
La Jeune fille finlandaise.

Le nationalisme est une force centrale dans l'histoire de la Finlande à partir du XIXe siècle. L'éveil national finlandais au milieu du XIXe siècle est le résultat de la volonté délibérée des membres des classes supérieures de langue suédoise de promouvoir la culture et la langue finnoises comme moyen d'édifier la nation, c'est-à-dire d'établir un sentiment d'unité entre tous les habitants de la Finlande, y compris entre l'élite dirigeante et la paysannerie gouvernée. La publication en 1835 de l'épopée nationale finlandaise, le Kalevala, un recueil de mythes et légendes traditionnels commun aux Finlandais et au peuple de Carélie (le peuple orthodoxe russe finnois qui habite la région du lac Ladoga dans l'est de la Finlande et l'actuelle Russie du Nord-Ouest), suscite le nationalisme qui conduit plus tard à l'indépendance de la Finlande vis-à-vis de la Russie.
Le nationalisme est contesté par l'élément pro-russe et par l'internationalisme du mouvement ouvrier. Il en résulte une tendance à la lutte des classes sur le nationalisme, mais au début des années 1900, les classes ouvrières se divisent en Valpas (accent sur la lutte des classes) et Mäkelin (accent sur le nationalisme).

## La naissance de l'idée nationale finlandaise au XVIIIe siècle
Après l'intégration de la Finlande dans l'administration centrale suédoise aux XVIe et XVIIe siècles, le suédois est parlé par environ 15 % de la population, en particulier dans les classes supérieures et moyennes. Le suédois devient la langue de l'administration, des institutions publiques, de l'éducation et de la vie culturelle - seuls les paysans parlent le finnois.
Les termes Finlande, Finlandais, peuple finlandais et nation finlandaise sont devenus courants au XVIIIe siècle, mais ils n'étaient pas publiquement associés à des significations faisant référence à l'avenir de l'État sous la domination suédoise. 
Cependant, selon certains chercheurs suédois, la Finlande était encore clairement comprise en Suède à cette époque comme étant une partie distincte du royaume, dont les habitants s'identifiaient également, au moins en partie, comme une entité propre. Cependant, au sens du droit de l’État, il n’existait qu’une seule nation, le peuple suédois. 
En Finlande, par exemple, Daniel Juslenius utilisait déjà au début du XVIIIème siècle les concepts de patrie et de nation, qui s'accompagnaient d'une forte identification avec la Finlande et les Finlandais. Dans les années 1780, Henrik Gabriel Porthan utilisait également systématiquement le concept de nation finlandaise dans ses conférences, même s'il n'y attachait pas l'idée de l'avenir politique de la Finlande.

## Le nationalisme politique au XIXe siècle
L'émergence des Finlandais à la prédominance résulte d'une montée du nationalisme finlandais au XIXe siècle, aidée par les bureaucrates russes qui tentent de séparer les Finlandais de la Suède et de s'assurer la loyauté des Finlandais.
En tant que phénomène politique, le nationalisme finlandais est né au XIXèe siècle sous la domination russe, lorsque la Finlande est devenue le Grand-Duché de Finlande en 1809. Le nouveau concept politique de nationalité a progressivement commencé à s'imposer dans la pensée de la population du pays, et une nouvelle manière de justifier l'existence d'une unité d'État nationale a commencé à émerger dans le débat public. Les traditions linguistiques et culturelles du peuple finlandais étaient considérées comme la base de l'avenir de l'État. Lorsque la presse de langue finnoise est née dans les années 1820, les nouvelles lignes fondamentales de l’édification de la nation ont ete formalisées en langue finnoise. Les historiens commencèrent à écrire l'histoire de la « nation finlandaise », dont le thème principal était le passé de l'entité nationale ethnolinguistique et l'avenir de la nouvelle entité politique. Les concepts ethniques et juridiques de nation étaient également liés. Des idées radicales sur la politique nationale ont été présentées notamment par Adolf Ivar Arwidsson, qui a finalement été condamné à la déportation.
Dans les années 1830, apparait une jeune génération d’intellectuels, parmi laquelle se trouvent Elias Lönnrot, Johan Ludvig Runeberg, Johan Vilhelm Snellman et Zachris Topelius. Selon ces auteurs, l'esprit national se référait avant tout à la préservation des coutumes et de la langue du peuple, à l'éducation populaire et au développement de la culture nationale. Au cours des décennies suivantes, ces quatre hommes ont délibérément construit la nation et l'État finlandais en créant la philosophie nationale, l'écriture de l'histoire, l'art roman et la poésie. 
Elias Lönnrot a compilé l'épopée nationale finlandaise le Kalevala. Dans ses écrits, Johan Vilhelm Snellman s'est concentré sur le renforcement du statut d'État du Grand-Duché de Finlande.
L'Institut Snellman nomme Johan Vilhelm Snellman, entre autres, le « bâtisseur » et le « scénariste » de la nation.
Le manuel d'Yrjö Sakari Yrjö-Koskinen sur l'histoire de la nation finlandaise (1869-1873) introduit l'idée selon laquelle la force motrice du développement de l'État est le peuple. L'idée d'État-nation est devenue concrète et politisée, et le principe de souveraineté populaire et la question de la représentation du peuple sont revenus au premier plan. Dans les années 1870, le nationalisme finlandais a acquis un nouveau contenu politique et la question centrale est devenue l’élargissement du champ de la politique et la remise en question des anciennes structures de pouvoir au nom du peuple. Les fennomanes comme Yrjö Koskinen  s'appuyaient sur l'organisation de l'éducation publique de masse et essayaient de se forger une vision de la volonté du peuple qui gagnerait le soutien de la majorité finnophone de la population. Les libéraux craignaient que l'unité du pays ne soit menacée et soulignaient l'indivisibilité de la patrie et du peuple finlandais, même si la Finlande avait deux langues.
L’émergence de l’idée de nationalité finlandaise a été considérée comme une sorte de réaction à l’industrialisation tardive. 
L'industrialisation a accru la pression d'uniformisation de la communauté nationale garantissant une formation suffisamment uniforme de la main-d'œuvre et facilitant les déplacements de la main-d'œuvre d'un endroit à un autre. 
L'idée de nationalité a également contribué à accroître l'estime de soi du « peuple historique » finlandais, ou du moins de ses groupes les plus aisés.
En 1863, le finnois obtient une position officielle dans l'administration. La question linguistique chevauche à la fois le libéralisme et le nationalisme, et montre aussi à certains un conflit de classe, les paysans s'opposant aux propriétaires fonciers et aux nobles conservateurs de langue suédoise. 
Les militants finlandais divisent plus tard les Finlandais en « vieux finnois » (pas de compromis sur la question linguistique et nationalisme conservateur) et les « jeunes finnois » (libération de la Russie). 
Les principaux libéraux sont des intellectuels de langue suédoise qui appellent à plus de démocratie ; ils deviennent les leaders radicaux après 1880. Les libéraux s'organisent pour la social-démocratie, les syndicats, les coopératives agricoles et les droits des femmes.
En 1892, le finnois devient une langue officielle à part entière et acquit un statut comparable à celui du suédois. Néanmoins, le suédois reste la langue de la culture, des arts et des affaires jusqu'aux années 1920. 

## L'indépendance finlandaise
Les tentatives de russification de la Finlande s'étaient intensifiées en Finlande vers la fin du XIXème siècle, et le mouvement finlandais s'est divisé entre ceux qui prônaient une résistance stricte, ceux qui étaient constitutionnels et ceux qui étaient conformes. 
Les constitutionnalistes étaient dirigés par le député Leo Mechelin et leurs partisans par l'historien Johan Richard Danielson-Kalmari.
De plus, le groupe d'activistes illégaux Kagaali est né. Les libertés civiles ont commencé à être défendues contre l’oppression russe par la grève. 
La réforme de la Diète de 1906 (fi) fut une victoire pour le mouvement nationaliste finnophone, car la position de la classe supérieure suédophone devenait plus conforme à sa part dans la population. L'Association pour la culture et l'identité finnoise a également été fondée pour lutter pour la langue finnoise et la finnoisisation des noms.
En 1910, une nouvelle vague de russification commença, qui raviva la résistance passive et l’activisme illégal des Finlandais. Certains ont commencé à rêver de se séparer de la Russie, soit en redevenant partie de la Suède, soit en obtenant une indépendance totale. 
La dernière poussée vers l'indépendance est venue de la révolution russe de 1917.
Depuis 1922, la législation accorde aux Finlandais et aux Suédois un statut officiel égal. En 2000, le suédois est la première langue d'environ 6 % de la population, soit 300 000 personnes. Cependant, depuis la fin du XXe siècle, il y a une migration régulière de Suédois plus âgés et mieux éduqués vers la Suède.

## Mouvements sociaux
Les mouvements vers la fierté nationale finlandaise, ainsi que le libéralisme politique et économique, impliquaient des dimensions ethniques et de classe. Le mouvement nationaliste contre la Russie commence avec le mouvement fennomane dirigé par le philosophe hégélien Johan Vilhelm Snellman dans les années 1830. Snellman cherche à appliquer la philosophie à l'action sociale et déplace les fondements du nationalisme finlandais vers l'établissement de la langue dans les écoles, tout en restant fidèle au tsar. Le mouvement fennomane devient le Parti finlandais dans les années 1860.

## Éduquer les Finlandais à l'identité nationale

### Écoles
Sous la domination russe, il y a une forte illumination populaire informelle de base, basée sur la Société pour l'avancement de l'éducation populaire, dirigée par les élites suédoises. Elle encourage les écoles secondaires populaires à enseigner le finnois, et les mouvements de jeunesse avec des cours centrés sur des thèmes patriotiques et nationalistes. Après 1850, les élites suédoises organisent également des festivals publics à caractère patriotique, espérant à la fois inculquer le nationalisme et éloigner les paysans et les ouvriers finnois des mouvements socialistes qui occultent le nationalisme. Les sports d'équipe et les compétitions d'aviron deviennent des attractions populaires.
Lorsque l'indépendance est proclamée, les écoles sont réformées pour inculquer le nationalisme finlandais. Jokela et Linkola (2013) ont examiné les photographies des manuels de géographie et des guides touristiques finlandais des années 1920, et concluent qu'elles faisaient partie intégrante de l'enseignement quotidien du nationalisme. Les écrivains, intellectuels et universitaires finlandais se considéraient comme faisant partie du système autoritaire ou « idée d'État », qui représentait l'ensemble du territoire national.

### Médias
À l'époque de la domination russe, la musique et l'opéra deviennent des vecteurs d'expression du nationalisme. Jean Sibelius (1865–1957) a surtout utilisé les airs folkloriques traditionnels finlandais comme base de compositions nationalistes,. 
La Finlande indépendante utilisait ses timbres-poste pour construire un récit national, une mémoire collective et une image de soi. Tout le monde utilisait des timbres régulièrement, c'était donc un moyen peu coûteux d'atteindre l'ensemble de la population avec une version héroïque de l'histoire nationale. Les timbres représentaient une histoire visuelle simplifiée de l'évolution de l'État, de la nation et de la société finlandaises,.